# Bozakites mesoleucus
Bozakites mesoleucus là một loài tò vò trong họ Ichneumonidae.